# Giulio Alary
Pour les articles homonymes, voir Alary.
Giulio Alary, ou Jules Alary, est un compositeur et chef d'orchestre italien installé en France, né le 16 mars 1814 à Mantoue et mort le 16 avril 1891 à Paris.

## Biographie
Jules (Giulio) Eugène Abraham Alary naît le 16 mars 1814 à Mantoue,.
Il étudie au Conservatoire de Milan, avant d'être flûtiste dans l'Orchestre de La Scala jusqu'à la fin de 1833.
En 1835, Giulio Alary s'installe à Paris. Il devient chef d'orchestre au Casino-Paganini (1836) et se fait connaître comme compositeur avec une complainte sur la mort de Bellini.
Il est professeur de chant puis, entre 1843 et 1852, bibliothécaire et chef de chant de la Société des concerts de musique classique et religieuse fondée par le prince de la Moskova. Il est ensuite accompagnateur de la chapelle de Napoléon III de 1853 à 1870, ainsi qu'au Théâtre-Italien entre 1863 et juin 1870,.
En 1866, il est nommé chevalier dans l'ordre de la Légion d'honneur.
À la fin de sa vie, il continue d'enseigner le chant.
Comme compositeur, Giulio Alary est l'auteur de pièces de musique sacrée, de musique instrumentale et vocale sur des paroles italiennes, françaises, anglaises et allemandes, dont de nombreux exercices de chant. Pour la scène, il compose plusieurs ouvrages, dont certains connaissent le succès. On relève, :
- Rosmunda, créé à Florence le 10 juin 1840 ;
- Rédemption, mystère en 5 actes, poème d'Émile Deschamps et Émilien Pacini, créé au Théâtre-Italien le 14 avril 1850 ;
- Le Tre Nozze, livret d'Arcangelo Berettoni, créé au Théâtre-Italien le 29 mars 1851, dont un duo de polka extrait de l'ouvrage, chanté par Henriette Sontag et Luigi Lablache, a connu une grande popularité[2] ;
- Sardanapale, livret d'Émilien Pacini, créé à Saint-Pétersbourg le 16 février 1852 ;
- L'Orgue de Barbarie, livret d'Alfred de Léris, créé aux Bouffes-Parisiens le 24 décembre 1856 ;
- La Beauté du Diable, livret d'Eugène Scribe et Émile de Najac, créé à l'Opéra-Comique le 28 mai 1861 ;
- Le Brasseur d'Amsterdam, livret de Najac, créé à Ems le 19 août 1861 ;
- La Voix humaine, livret de Mélesville, créé à l'Opéra de Paris (salle Le Peletier) le 30 décembre 1861, monté dans le but de réutiliser les décors de Tannhäuser (l'ouvrage d'Alary se déroulant à la Wartburg, comme l'opéra de Wagner), après l'échec de l'œuvre, qui ne connaît que trois représentations, tandis que l'opéra d'Alary sera donné treize fois[2] ;
- La Locanda gratis (Le logement gratis), d'après une comédie de Giovanni Giraud, créé au Théâtre-Italien le 10 février 1867.

Il meurt le 16 avril 1871 à Paris en son domicile, 2 rue Erlanger (16e arrondissement de Paris).
Giulio Alary n'a pas de lien de parenté avec le compositeur Georges Alary.